# Progress M-8
Progress M-8 (ryska: Прогресс М-8) var en sovjetisk obemannad rymdfarkost som levererade förnödenheter, syre, vatten och bränsle till rymdstationen Mir. Den sköts upp med en Sojuz-U2-raket från Kosmodromen i Bajkonur den 30 maj 1991 och dockade med Mir den 1 juni. Den lämnade rymdstationen den 15 augusti 1991 och brann upp i jordens atmosfär den 16 augusti 1991.

### Fotnoter
1. ↑  ”NASA Space Science Data Coordinated Archive” (på engelska). NASA. https://nssdc.gsfc.nasa.gov/nmc/spacecraft/display.action?id=1991-038A. Läst 1 mars 2020.
2. ↑  Manned Astronautics - Figures & Facts Arkiverad 9 oktober 2007 hämtat från the Wayback Machine., läst 15 juli 2016.